# Per non parlare della Strega
Per non parlare della Strega è il primo album dei Martinicca Boison, pubblicato nel dicembre 2005.

## Tracce
1. In bici con Gabri (intro)  1:57 (trad. arr. G. Baratto)
2. Pensieri di un pattinatore notturno (al ritorno dalla Flog)  4:18 (L. Ugolini)
3. Ennesima canzoncina d'amore (in stile walzer)  4:08 (L. Ugolini)
4. La ballerina di Nolde  4:55 (L. Ugolini)
5. Piccola canzone in carne ed ossa (1º tempo)  3:12 (L. Ugolini)
6. Dialogo con Osvaldo (riguardo alla Strega)  4:57 (L. Ugolini)
7. Adesso  5:27 (L. Ugolini)
8. Serenata per un'amanta  5:25 (P. Pampaloni)
9. Inventati  4:30 (L. Ugolini)
10. Bossamba  5:58 (L. Ugolini)
11. Piccola canzone in carne ed ossa (2º tempo)  3:05 (L. Ugolini)

+ Traccia cd-rom: videoclip di “Pensieri di un pattinatore notturno”

## Crediti
Formazione: Lorenzo Ugolini (voce, piano, chit. acustica); Francesco Cusumano ‘Frank’ (chit. acustica, classica, elettrica, mandolino, tromba, cori); Paolino Pampaloni (basso, contrabbasso, voce, cori); Andrea ‘Endless’ Rapisardi (violino, cori); Gabriele Baratto (clarinetto, cornamuse, whistles, cori); Marco Zagli ‘Zazà’ (batteria, cori) + Luca “Liuk” Bonini (fonico).
Hanno partecipato: Pablo ‘GaNba’ Cancialli (congas, percussioni); Federico Piras (percussioni etniche); Guglielmo ‘Ghando’ Ridolfo Gagliano (violoncello, cori); Erriquez Greppi (voce e cori); Sergio Odori (timpani).
Registrato presso lo studio "Larione 10" (Ponte a Ema – FI) da Claudio Tani e Guglielmo Ridolfo Gagliano detto “Ghando”
Mixato da “Ghando”presso Wander Studio – Arezzo.
Editing e mastering di Lorenzo “Moka” Tommasini
Preproduzione di Luca “Liuk” Bonini effettuata ai Trecento Studios (Montespertoli – FI)
Produzione artistica: Martinicca Boison e “Ghando”
Produzione esecutiva: Martinicca Boison e Materiali Sonori
Materiali Sonori Edizioni musicali
Videoclip realizzato da “Dodicimezzi”
Grafica: Francesco “Frasco” Buffolino
Foto: Gianni Ugolini